# Olympische Sommerspiele 1992/Teilnehmer (Venezuela)
| Gelbes Symbol für Goldmedaillen mit stilisierten Olympischen Ringen | Graues Symbol für Silbermedaillen mit stilisierten Olympischen Ringen | Braundes Symbol für Bronzemedaillen mit stilisierten Olympischen Ringen |
| ------------------------------------------------------------------- | --------------------------------------------------------------------- | ----------------------------------------------------------------------- |
| —                                                                   | —                                                                     | —                                                                       |

Venezuela nahm an den Olympischen Sommerspielen 1992 in Barcelona, Spanien, mit einer Delegation von 26 Sportlern (22 Männer und vier Frauen) teil.

## Teilnehmer nach Sportarten

### Basketball
- Herrenteam
11. Platz

- Kader
Víctor Díaz
Gabriel Estaba
Rostyn González
Carl Herrera
Luis Jiménez
Alexander Nelcha
Iván Olivares
Nelson Solorzano
Sam Shepherd
Omar Walcott

### Boxen
- David Serradas
Fliegengewicht: 5. Platz

- José de la Cruz
Weltergewicht: 17. Platz

- Raimundo Yant
Halbschwergewicht: 17. Platz

### Gewichtheben
- Humberto Fuentes
Fliegengewicht: 7. Platz

- José Alexander Medina
Leichtgewicht: 14. Platz

- Julio Luna
Leichtschwergewicht: 16. Platz

### Judo
- Willis García
Superleichtgewicht: 7. Platz

- María Villapol
Frauen, Superleichtgewicht: 7. Platz

- Xiomara Griffith
Frauen, Halbmittelgewicht: 7. Platz

### Radsport
- Carlos Alberto Moya
Straßenrennen, Einzel: 40. Platz

- Hussein Monsalve
Straßenrennen, Einzel: 46. Platz

- Robinson Merchan
Straßenrennen, Einzel: DNF

- Daniela Larreal
Frauen, Sprint: 2. Runde

### Ringen
- Luis Rondon
Mittelgewicht, griechisch-römisch: 2. Runde

### Synchronschwimmen
- María Elena Giusti
Einzel: 9. Platz

### Wasserspringen
- Dario di Fazio
Kunstspringen: 25. Platz in der Qualifikation
Turmspringen: 23. Platz in der Qualifikation